# SMS Panther (1885)
SMS „Panther” – krążownik torpedowy należący do austro-węgierskiej marynarki wojennej z końca XIX wieku, zbudowany w Wielkiej Brytanii, służący podczas I wojny światowej. Od 1903 przeklasyfikowany na krążownik III klasy, a od 1909 na krążownik lekki. Złomowany po wojnie.

## Budowa i opis
Razem z bliźniaczym SMS „Leopard” zamówiony został w brytyjskiej stoczni W.G. Armstrong w Elswick (część Newcastle); projektantem był William Henry White. Oryginalnie był klasyfikowany w marynarce Austro-Węgier jako Torpedoschiff (okręt torpedowy, odpowiednik krążownika torpedowego). Z konstrukcyjnego punktu widzenia, były to małe krążowniki pancernopokładowe.
Główne uzbrojenie stanowiły cztery stałe nadwodne wyrzutnie torped kalibru 35 cm, umieszczone tuż nad linią wodną: jedna w dziobnicy, jedna na rufie i po jednej na każdej z burt. Uzbrojenie artyleryjskie początkowo stanowiły dwa działa kalibru 120 mm Krupp L/35 umieszczone po jednym na każdej z burt, na sponsonach wystających poza obrys burt, na  śródokręciu. W 1909 zamieniono je na 4 nowocześniejsze działa kalibru 7 cm (rzeczywisty kaliber 66 mm; prawdopodobnie po jednym na burtach, dziobie i rufie). W 1916 jedno z nich zamieniono na przeciwlotnicze (BAG) tego samego kalibru. Uzbrojenie uzupełniało 10 dział kalibru 47 mm: początkowo 4 zwykłe armaty o długości lufy L/33 (33 kalibry) i 6 wielolufowych armat Hotchkiss M1879, w 1891 roku zamienione na 10 nowszych dział L/44.

## Służba
Po podniesieniu austro-węgierskiej bandery, „Panther” pełnił rolę lidera flotylli torpedowców. Brał udział w tym charakterze w corocznych manewrach floty. W dniach 25 kwietnia - 27 maja 1888 razem z eskadrą okrętów uczestniczył w Wystawie Światowej w Barcelonie. Między 1 maja 1896 a 28 lutego 1898 stacjonował we wschodniej Azji, reprezentując tam interesy Austro-Węgier, po czym powrócił na Adriatyk. W styczniu-lutym 1902 odbył rejs do Rabatu z prezentami dla sułtana Maroka. Między styczniem 1905 a grudniem 1906 odbył rejs w misji handlowej do wschodniej Afryki (Abisynia) i wschodniej Azji. W latach 1911–1912 stacjonował w Trieście. 
W momencie wybuchu I wojny światowej „Panther” był okrętem przestarzałym, ale wykorzystywano go do ostrzału celów brzegowych - stanowisk artylerii w masywie Lovcen 9 września 1914, ponownie 8 i 9 stycznia 1916. Stacjonował głównie w Zatoce Kotorskiej. 15 lutego 1917 został rozbrojony i przeznaczony na hulk dla załóg okrętów podwodnych w Gjenovicu w Zatoce Kotorskiej. Od 29 maja 1917 został pełnomorskim okrętem szkolnym, stacjonującym w Poli. Po wojnie, w styczniu 1920, w ramach reparacji wojennych został przekazany przez konferencję międzyaliancką w Paryżu Wielkiej Brytanii. Został następnie sprzedany włoskiej stoczni złomowej, po czym złomowany w Mesynie.

## Dane techniczne
Uzbrojenie:
- początkowo:[4]
  - 2 działa 120 mm L/35 Krupp C/80 w stanowiskach na burtach (2xI)
  - 4 działa 47 mm L/33
  - 6 armat wielolufowych Hotchkiss M1879 47 mm
  - 4 stałe wyrzutnie torped 350 mm[a] (1 dziobowa, 1 rufowa, 2 burtowe)
- od 1891:[4]
  - 2 działa 120 mm L/35 Krupp C/80 w stanowiskach na burtach (2xI)
  - 10 dział 47 mm L/44
  - 4 stałe wyrzutnie torped 350 mm
- od 1909:[4]
  - 4 działa 66 mm (nominalnie 7 cm) L/45 (4xI)
  - 10 dział 47 mm L/44
  - 3 stałe wyrzutnie torped 350 mm (1 dziobowa, 2 burtowe)